# Vasine Laze
Vasine Laze is een plaats in de gemeente Požega in de Kroatische provincie Požega-Slavonië. De plaats telt 24 inwoners (2001).